# Bernhard Gobiet
Bernhard Gobiet (* 18. November 1892 in Düsseldorf; † 20. Juni 1945 ebenda) war ein deutscher Landschafts- und Figurenmaler.

## Leben

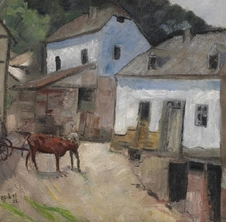
Bauernhof (1926)

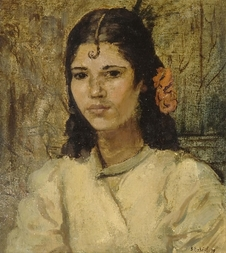
Mädchenbildnis (1939)

Mit dem Einjährigen verließ Gobiet das Gymnasium und studierte von 1911 bis 1914 an der Kunstakademie Düsseldorf. Im Ersten Weltkrieg wurde er 1914 zum Kriegsdienst eingezogen, kam als Soldat auf den Balkan, nach Konstantinopel, Kleinasien und 1917 an die Palästinafront. Dort konnte er seiner Kunst weiter nachgehen und erweiterte das Spektrum seiner Malerei mit Motiven aus dem Orient. Nach dem Krieg kehrte er an die Kunstakademie zurück und wurde Meisterschüler von August Deusser.
Mit Vorliebe malte Gobiet in Aquarell oder Pastell; besonders Akte. 1920 erhielt er für ein großes Ölbild mit weiblichen Akten im Atelier eine Prämie vom großen Staatspreis, jedoch die damit verbundene Italienreise entfiel. Landschaften, Akte, „Zigeuner“ gehörten zu seinen bevorzugten Bildthemen. Er hielt unter anderen Motive aus dem Hofgarten, dem Malkastenpark und dem Grafenberger Wald in seinen Bildern fest, zog zum Malen aber auch oft ins nahe gelegene Flandern, aus dem seine Vorfahren stammten. Zahlreiche Studienreisen zwischen den Kriegen führten ihn nach Italien, Dalmatien, Ungarn, in die Schweiz, nach Südfrankreich, Spanien, Nordafrika und Palästina.
Bernhard Gobiet war Mitglied im Künstlerverein Malkasten und später für längere Zeit dessen Vorsitzender. In den Jahren 1920, 1922 und 1926 war er jeweils mit mehreren Darstellungen auf der Düsseldorfer Großen Kunstausstellung im Museum Kunstpalast vertreten.
1927/28 beteiligte sich Gobiet mehrfach an Ausstellungen des Jungen Rheinlands bzw. der Rheinischen Sezession. Für die Tonhalle Düsseldorf, eine damals als „Rheinhalle“ bezeichnete Mehrzweckhalle mit Planetarium der Ausstellung GeSoLei, fertigte Bernhard Gobiet eines der Zwickelbilder mit zwei weiblichen Akten. In den 1930er Jahren als „entartet“ entfernt, dann lange verschollen, sind sie seit 1978 im Foyer der Tonhalle wieder zu sehen. 1930 nahm Gobiet an der Deutschen Kunstausstellung im Münchner Glaspalast teil.
In den 1930er Jahren bereiste Gobiet vielfach den mediterranen Raum. Es entstanden zahlreiche Werke mit Motiven aus Monte Carlo, dem italienischen Festland und Sizilien und beteiligte er sich an der Jahresausstellung der Rheinischen Sezession in der Städtischen Kunsthalle Düsseldorf, mit dem Bild „Cassis“ 1935 porträtierte Werner Schramm Gobiet im Malerkittel.
Als Vertreter des Spätimpressionismus hatte er nur losen Kontakt zu dem Kreis um Mutter Ey, jedoch war er mit Otto Dix bekannt, welchen er während des Zweiten Weltkrieges in Hemmenhofen am Bodensee besuchte.
1937 wurden in der NS-Aktion „Entartete Kunst“ zwei seiner Ölgemälde beschlagnahmt, aus der Städtische Kunstsammlung von Duisburg „Landschaft“ und aus den Kunstsammlungen der Stadt Düsseldorf, „Zigeunerkinder“ (1931). Die „Landschaft“ wurde danach vernichtet. 1940 konnte er aber wieder zwei Bilder auf der Großen Deutschen Kunstausstellung in München zwei Ölgemälde ausstellen, „Am Morgen“ und „Landschaft“.
1943 wohnte Bernhard Gobiet auf der Hompeschstraße 6 in Düsseldorf. Noch im letzten Kriegsjahr wurde Gobiet zum Kriegsdienst eingezogen und geriet in Kriegsgefangenschaft. Er starb kurz nach der Entlassung aus dem Gefangenenlager im Juni 1945 in Düsseldorf.
Christa Gobiet, Bernhards Ehefrau, verwaltete seinen Nachlass. 1948 veranstaltete die Düsseldorfer Galerie Kurt Hackmann, damaliger Standort auf der Schadowstraße 47, eine Gedächtnisausstellung.

## Werke (Auswahl)
- Porträt eines jungen Mädchens, Öl auf Leinwand, 92 × 66 cm, 1925, Museum Kunst der Verlorenen Generation, Salzburg[10]
- Mädchenakt, Öl auf Leinwand, 87 × 82 cm, 1927, Museum Kunst der Verlorenen Generation, Salzburg[11]
- Zwei Zigeunerkinder, Öl auf Leinwand, 78 × 66 cm, 1933, Museum Kunst der Verlorenen Generation, Salzburg[12]